# Karin Strametz
Karin Strametz (* 18. April 1998 in Wagna) ist eine österreichische Leichtathletin, die sich auf den Hürdenlauf spezialisiert hat, aber zu Beginn ihrer Karriere auch in anderen Disziplinen an den Start ging.

## Sportliche Laufbahn
Erste internationale Erfahrungen sammelte Karin Strametz beim Europäischen Olympischen Jugendfestival (EYOF) 2013 in Utrecht, bei dem sie im Weitsprung mit 5,10 m in der Qualifikation ausschied und im Dreisprung mit einer Weite von 11,55 m den neunten Platz belegte. 2015 erreichte sie bei den Jugendweltmeisterschaften in Cali im 100-Meter-Hürdenlauf das Halbfinale und schied dort mit 13,52 s aus und im 200-Meter-Lauf scheiterte sie mit 25,36 s in der ersten Runde. 2016 schied sie bei den U20-Weltmeisterschaften in Bydgoszcz mit 13,97 s in der Vorrunde im Hürdensprint aus und belegte im Siebenkampf mit 5579 Punkten den siebten Platz. Im Jahr darauf erreichte sie bei den U20-Europameisterschaften in Grosseto mit 5701 Punkten den zehnten Platz im Siebenkampf und wurde im Weitsprung mit 5,90 m Elfte. Zudem klassierte sie sich beim traditionsreichen Hypomeeting in Götzis mit 5840 Punkten auf dem 23. Platz. 2019 gelangte sie bei den U23-Europameisterschaften im schwedischen Gävle im Hürdenlauf bis ins Halbfinale und schied dort mit 13,80 s aus und verpasste mit der österreichischen 4-mal-100-Meter-Staffel mit 45,84 s den Finaleinzug. 2020 klassierte sie sich bei den Balkan-Hallenmeisterschaften in Istanbul mit 8,62 s auf dem siebten Platz im B-Finale über 60 Meter Hürden und 2021 schied sie bei den Halleneuropameisterschaften in Toruń mit neuer Bestleistung von 8,13 s im Halbfinale aus. Ende Juni belegte sie bei den Balkan-Meisterschaften in Smederevo in 13,45 s den neunten Platz über 100 Meter Hürden. 2023 wurde sie bei der 3. Liga der Team-Europameisterschaft im Rahmen der Europaspiele in Chorzów in 13,25 s Zweite über 100 Meter Hürden und siegte in 44,18 s in der 4-mal-100-Meter-Staffel. Anschließend belegte sie bei den Balkan-Meisterschaften in Kraljevo in 13,1 s den siebten Platz im Hürdensprint. Im Jahr darauf schied sie bei den Hallenweltmeisterschaften in Glasgow mit 8,00 s im Halbfinale über 60 Meter Hürden aus. Bei den Europameisterschaften im Juni in Rom verpasste sie trotz neuer Bestzeit von 12,87 s als Zehnte knapp den Finaleinzug. Auch mit der 4-mal-100-Meter-Staffel verpasste sie trotz eines neuen Landesrekordes von 43,84 s den Finaleinzug.
2025 erreichte sie bei den Halleneuropameisterschaften in Apeldoorn das Semifinale über 60 Meter Hürden und schied dort mit 8,01 s aus.
In den Jahren 2023 und 2024 wurde Strametz österreichische Staatsmeisterin im 100-Meter-Hürdenlauf. Zudem wurde sie von 2022 bis 2025 Hallenmeisterin über 60 Meter Hürden sowie 2014 im Dreisprung.

## Persönliche Bestleistungen
- 100 m Hürden: 12,81 s, 19. Juni 2024 in St. Pölten (österreichischer Rekord)[2]
  - 50 m Hürden (Halle): 7,04 s, 16. Jänner 2024 in Wien (österreichischer Rekord)
  - 60 m Hürden (Halle): 7,99 s, 6. März 2025 in Apeldoorn
- Weitsprung: 6,30 m (+1,3 m/s), 22. Juli 2017 in Grosseto
  - Weitsprung (Halle): 6,17 m, 4. Feber 2018 in Wien
- Dreisprung: 12,49 m (−0,1 m/s), 10. September 2017 in Amstetten
  - Dreisprung (Halle): 12,48 m, 20. Feber 2016 in Linz (österreichischer U20-Rekord)
- Siebenkampf: 5864 Punkte, 17. Juni 2018 in Ratingen
  - Fünfkampf (Halle): 4300 Punkte, 4. Feber 2018 in Wien